# ستيفن ووكر (لاعب كرة قدم)
ستيفن ووكر (بالإنجليزية: Stephen Walker)‏ هو لاعب كرة قدم بريطاني، ولد في 11 أكتوبر 2000 في ميدلزبرة في المملكة المتحدة. لعب مع نادي ميدلزبره.